# قنفذ جنيبي
قنفذ جَنيبي (الاسم العلمي: Paraechinus)، جنس من القنافذ. يضم أربعة أنواع من شمال إفريقيا والشرق الأوسط وجنوب آسيا.